# Kovel (huyện)
Huyện Kovel (tiếng Ukraina: Ковельський район, chuyển tự: Kovels’kyi raion) là một huyện của tỉnh Volyn thuộc Ukraina. Huyện Kovel có diện tích 1723 kilômét vuông, dân số theo điều tra dân số ngày 5 tháng 12 năm 2001 là 43000 người với mật độ 25 người/km2. Trung tâm huyện nằm ở Kovel.